# Trigonoderus cyanescens
Trigonoderus cyanescens är en stekelart som först beskrevs av Förster 1841.  Trigonoderus cyanescens ingår i släktet Trigonoderus, och familjen puppglanssteklar. Arten är reproducerande i Sverige.